# Branis
Branis (em árabe: البرانس) é uma cidade e comuna localizada na província de Biskra, Argélia. Segundo o censo de 2008, a população total da cidade era de 4 273 habitantes.